# Chanukiá
Chanukiá ou Chanuquiá (hebraico חנוכיה) é um candelabro de nove braços, usado durante os oito dias do feriado judaico de Chanuká, também chamado de Festa das Luzes. 
Nesta celebração, os judeus de todo o mundo comemoram a libertação do Templo de Jerusalém do domínio dos Gregos no século II a.C. sob a liderança dos Macabeus e o milagre do azeite que havia numa botija — que duraria um dia só — e que queimou no candelabro do Templo por oito dias. Este é o motivo dos nove braços da Chanukiá, sendo o braço do meio, mais proeminente, denominado Shamash (servente), pois a vela que é colocada neste braço é usada para acender as velas que são colocadas nos outros oito braços.
Outro candelabro importante para a cultura judaica é o Menorá (hebraico מנורה, menorah). O Menorá possui sete braços e é um dos símbolos do Judaísmo, juntamente com a Estrela de Davi. 
|  |  |

|                                                                          |  |
| Chanuquiás à venda num supermercado de Santa Cruz de la Sierra, Bolívia. |  |